# Potenza Calcio
Potenza SC is een Italiaanse voetbalclub uit Potenza en speelt in de Serie C. De club werd in 2004 opgericht na de fusie van de plaatselijke clubs ASC Potenza (opgericht in 1983) en FC Potenza (opgericht in 1921).